# Memorial Cup 2001
Der Memorial Cup 2001 war die 83. Ausgabe des gleichnamigen Turniers. Teilnehmende Mannschaften waren als Meister ihrer jeweiligen Ligen die Ottawa 67’s (Ontario Hockey League), die Val-d’Or Foreurs (Québec Major Junior Hockey League), die Red Deer Rebels (Western Hockey League) sowie die als Gastgeber automatisch qualifizierten Regina Pats aus der Western Hockey League. Das Turnier fand vom 19. bis 27. Mai  in Regina, Saskatchewan statt.
Die Red Deer Rebels gewannen durch einen Finalsieg gegen die Val-d’Or Foreurs ihren ersten Memorial Cup.

## Ergebnisse

### Gruppenphase
| 19. Mai 2001 | Ottawa 67’s | 5:2 | Regina Pats | Regina, Saskatchewan |

| 20. Mai 2001 | Red Deer Rebels | 5:4 n. V. | Val-d’Or Foreurs | Regina, Saskatchewan |

| 21. Mai 2001 | Val-d’Or Foreurs | 5:2 | Regina Pats | Regina, Saskatchewan |

| 22. Mai 2001 | Red Deer Rebels | 4:2 | Ottawa 67’s | Regina, Saskatchewan |

| 23. Mai 2001 | Val-d’Or Foreurs | 6:1 | Ottawa 67’s | Regina, Saskatchewan |

| 24. Mai 2001 | Regina Pats | 5:2 | Red Deer Rebels | Regina, Saskatchewan |

#### Abschlusstabelle
| Pl. |                                                      | Sp. | S | N | Pkt. | Tore  | Diff. |
| --- | ---------------------------------------------------- | --- | - | - | ---- | ----- | ----- |
| 1.  | Red Deer Rebels (Western Hockey League)              | 3   | 2 | 1 | 4    | 11:11 | ±0    |
| 2.  | Val-d’Or Foreurs (Québec Major Junior Hockey League) | 3   | 2 | 1 | 4    | 15:08 | +7    |
| 3.  | Regina Pats (Western Hockey League, Gastgeber)       | 3   | 1 | 2 | 2    | 09:12 | −3    |
| 4.  | Ottawa 67’s (Ontario Hockey League)                  | 3   | 1 | 2 | 2    | 08:12 | −4    |

Abkürzungen: Pl. = Platz, Sp. = Spiele, S = Siege, N = Niederlagen, Pkt. = Punkte, Diff. = Tordifferenz

Erläuterungen: Qualifiziert für das Finale, Qualifiziert für das Halbfinale, Qualifikationsspiel um den zweiten Halbfinal-Platz

### Qualifikationsspiel
| 25. Mai 2001 | Regina Pats | 5:0 | Ottawa 67’s | Regina, Saskatchewan |

### Halbfinale
| 26. Mai 2001 | Val-d’Or Foreurs | 5:4 | Regina Pats | Regina, Saskatchewan |

### Finale
| 27. Mai 2001 | Red Deer Rebels | 6:5 n. V. | Val-d’Or Foreurs | Regina, Saskatchewan |

## Spieler

### Memorial-Cup-Sieger
| Memorial-Cup-Sieger Red Deer Rebels | Colby Armstrong, Shane Bendera, Andrew Bergen, Martin Erat, Devin Fancon, Boyd Gordon, Diarmuid Kelly, Ross Lupaschuk, Doug Lynch, Justin Mapletoft, Derek Meech, Cam Ondrik, Darcy Robinson, Jeff Smith, Shay Stephenson, Joel Stepp, Bryce Thoma, Jim Vandermeer, Kyle Wanvig, Jeff Woywitka Cheftrainer und General Manager: Brent Sutter |

### Beste Scorer
Abkürzungen: GP = Spiele, G = Tore, A = Assists, Pts = Punkte, PIM = Strafminuten
| Spieler        | Team     | GP | G | A | Pts | PIM |
| -------------- | -------- | -- | - | - | --- | --- |
| Simon Gamache  | Val-d’Or | 5  | 4 | 3 | 7   | 8   |
| Brett Lysak    | Regina   | 5  | 3 | 4 | 7   | 4   |
| Ross Lupaschuk | Red Deer | 4  | 2 | 5 | 7   | 4   |
| Chris Lyness   | Val-d’Or | 5  | 1 | 6 | 7   | 12  |

### Beste Torhüter
Abkürzungen: GP = Spiele, W = Siege, L = Niederlagen, GA = Gegentore, SO = Shutouts, GAA = Gegentorschnitt, Sv% = gehaltene Schüsse (in %), SO = Shutouts, TOI = Eiszeit (in Minuten)
| Spieler           | Team     | GP | W | L | GA | GAA  | Sv%  | SO | TOI    |
| ----------------- | -------- | -- | - | - | -- | ---- | ---- | -- | ------ |
| Chad Davidson     | Regina   | 3  | 2 | 0 | 7  | 2,19 | 91,6 | 1  | 192:00 |
| Maxime Daigneault | Val-d’Or | 5  | 3 | 0 | 18 | 3,22 | 90,2 | 0  | 335:00 |

### Auszeichnungen

#### Spielertrophäen
| Auszeichnung                                           | Spieler           | Team             |
| ------------------------------------------------------ | ----------------- | ---------------- |
| Stafford Smythe Memorial Trophy (Wertvollster Spieler) | Kyle Wanvig       | Red Deer Rebels  |
| Ed Chynoweth Trophy (Bester Scorer)                    | Simon Gamache     | Val-d’Or Foreurs |
| George Parsons Trophy (Fairster Spieler)               | Brandon Reid      | Val-d’Or Foreurs |
| Hap Emms Memorial Trophy (Bester Torhüter)             | Maxime Daigneault | Val-d’Or Foreurs |

#### All-Star-Team
| Angriff:      | Brett Lysak – Simon Gamache – Kyle Wanvig    |
| Verteidigung: | Chris Lyness – Paul Elliott – Ross Lupaschuk |
| Tor:          | Maxime Daigneault                            |